# Brachytheliscus bicolor
Genre
Espèce
Synonymes
- Brachythele bicolor Pocock, 1897

Brachytheliscus bicolor, unique représentant du genre Brachytheliscus, est une espèce d'araignées mygalomorphes de la famille des Entypesidae.

## Distribution
Cette espèce est endémique du KwaZulu-Natal en Afrique du Sud,. Elle se rencontre vers Stella Bush et Port Shepstone.

## Description
La femelle holotype mesure 16 mm.
Le mâle décrit par Pocock en 1902 mesure 10 mm.
Le mâle décrit par Ríos-Tamayo, Engelbrecht et Goloboff en 2021 mesure 11,11 mm et la femelle 15,58 mm.

## Systématique et taxinomie
Cette espèce a été décrite sous le protonyme Brachythele bicolor par Pocock en 1897. Elle est placée dans le genre Brachytheliscus par Pocock en 1902, dans le genre Hermacha par Hewitt en 1915 puis dans le genre Brachytheliscus par Ríos-Tamayo, Engelbrecht et Goloboff en 2021.

## Publications originales
- Pocock, 1897 : « On the spiders of the suborder Mygalomorphae from the Ethiopian Region, contained in the collection of the British Museum. » Proceedings of the Zoological Society of London, vol. 1897, p. 724-774 (texte intégral).
- Pocock, 1902 : « Some new African spiders. » Annals and Magazine of Natural History, sér. 7, vol. 10, p. 315-330 (texte intégral).